# Lambdasonde
En lambdasonde er en føler, der er monteret på bilens udstødningsrør. På lidt ældre biler er der kun én lambdasonde, der typisk er monteret lige efter bilens udstødningsmanifold, før katalysatoren. På nyere biler skal der være 2, og de skal være monteret både før og efter katalysatoren. Dette gælder kun benzindrevne køretøjer
Lambdasondens funktion er at rapportere den resterende mængde ilt i udstødningen til bilens indsprøjtningscomputer, som derefter kan justere mængden af benzin. Samspillet mellem lambdasonden og indsprøjtningscomputeren er nødvendigt, for at opnå en udstødningsgas som bilens katalysator er i stand til at rense.